# Médiastinotomie
La médiastinotomie, ou voie de Chamberlain, est une voie d'abord chirurgicale du thorax permettant de biopsier les éléments de la fenêtre porto-pulmonaire. Une incision est réalisée le long du bord supérieur de la 3e côte gauche, et permet d'accéder directement à une masse du médiastin antérieur située en regard. Elle est moins utilisée que la médiastinoscopie car ne permet pas une exploration exhaustive des aires ganglionnaires médiastinales, et son utilisation est ciblée sur les masses difficilement accessibles en médiastinoscopie.